# Stagione di college football 1882
La Stagione di college football 1882 fu la quattordicesima stagione di college football negli Stati Uniti. 
La Intercollegiate Football Association (IFA), approvò una modifica al regolamento fortemente voluta da Walter Camp, ovvero l'obbligo di guadagnare almeno cinque yard dalla linea di scrimmage in tre tentativi. Questo per evitare che le gare diventassero delle lunghe e noiose  "meline" da parte di chi deteneva il possesso della palla. L'introduzione dello scrimmage e dei tre tentativi vengono considerati come fondanti per trasformare il football da variante di calcio e rugby a sport a sé stante
Le università ufficialmente conteggiate furono otto, le nuove regole impressero subito un cambiamento nei risultati, tanto che la stagione si chiuse per la prima volta senza pareggi.
Secondo l'Official NCAA Division I Football Records Book, Yale imbattuta 8-0 si aggiudicò il titolo di campione nazionale di quella stagione.

## Classifica finale

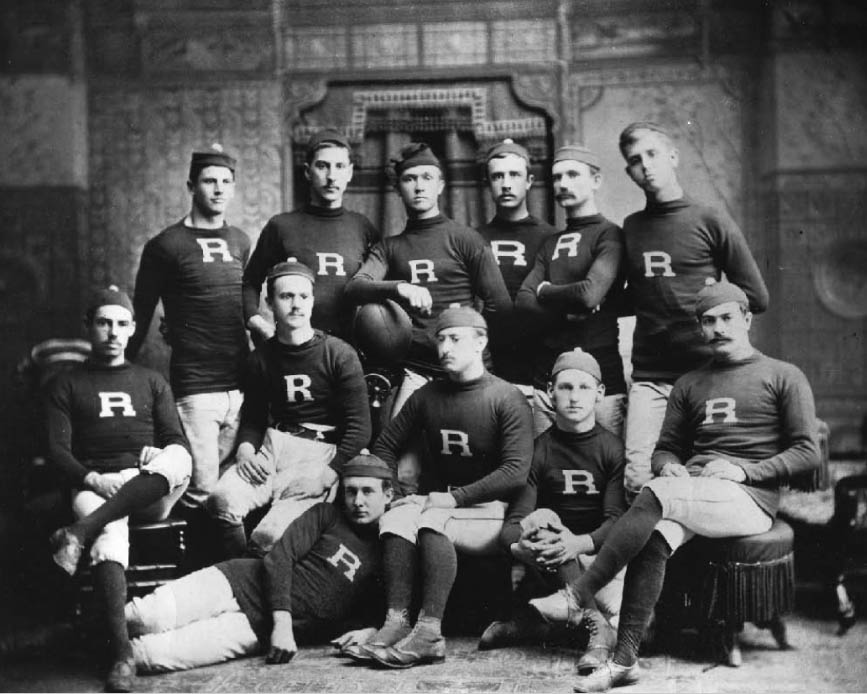
La squadra di football del Rutgers College 1882, con le uniformi tipiche del periodo

| Scuola                | Conference V-S-P | Totale V-S-P |
| --------------------- | ---------------- | ------------ |
| Yale                  | -                | 8 - 0        |
| College of New Jersey | -                | 7 - 2        |
| Harvard               | -                | 7 - 1        |
| Rutgers               | -                | 6 - 4        |
| Wesleyan              | -                | 3 - 1        |
| Pennsylvania          | -                | 2 - 4        |
| Dartmouth             | -                | 1 - 1        |
| Northwestern          | -                | 1 - 1        |
| Lake Forest           | -                | 1 - 1        |
| M.I.T.                | -                | 0 - 3        |
| Columbia              | -                | 0 - 5        |
| Amherst               | -                | 1 - 3        |
| Lafayette             | -                | 0 - 2        |
| Stevens               | -                | 0 - 1        |
| Massachusetts         | -                | 0 - 3        |

## College esordienti
- California Golden Bears football
- Minnesota Golden Gophers football